# A37 (Groot-Brittannië)
De A37 is een hoofdverkeersweg in Engeland.
De weg verbindt Bristol
en Yeovil met Dorchester.

## Hoofdbestemming
- Yeovil
- Dorchester